# Lexiark
Lexiark (gr. lexi'archos) var i Aten namn på var och en av de sex ämbetsmän, som ombesörjde inskrivningen av fullvuxna och röstberättigade unga medborgare i röstlängden (lexiarchiko'n eller pi'nax ekklesiastiko's) för varje demos under uppsikt av demarken. 
Lexiarkerna hade att tillse, att inte obehöriga fick delta i folkförsamlingen och att de röstberättigade verkligen infann sig och fullgjorde sin medborgerliga plikt.